# Aimee Allen
Pour les articles homonymes, voir Allen.
Aimee Allen (née le 2 février 1982) est une autrice-compositrice-interprète américaine basée à Los Angeles, en Californie. Elle est actuellement la chanteuse principale du groupe ska-punk The Interrupters sous le surnom d'Aimee Interrupter. En tant qu'autrice-compositeur-interprète, elle a collaboré avec Mark Ronson , Sublime with Rome , Tim Armstrong de Rancid , Billie Joe Armstrong de Green Day , Linda Perry , Lee "Scratch" Perry , Jimmy Cliff , the Mighty Mighty Bosstones , Travis Barker , Dirty Heads et Tom Morello .

## Biographie

### Enfance
Allen est né dans le Montana .  Elle a dit qu'elle avait eu une « éducation difficile » et qu'elle « s'était retrouvée très jeune dans une famille d'accueil et avait déménagé d'école en école ».  En grandissant, Joan Jett a été une grande influence et inspiration pour Allen.

## Carrière

### Carrière solo
Allen a commencé à chanter dans des groupes du Montana et a déménagé à Los Angeles à l'âge de 18 ans pour poursuivre une carrière musicale. À Los Angeles, elle était chanteuse principale d'un groupe punk avec des membres de No Motiv appelé Forum. Après l'échec du contrat d'enregistrement du groupe avec MCA , Allen a signé un contrat solo avec Elektra Records en 2002 
Allen a signé chez Elektra après que le producteur Randy Jackson ait vu son groupe se produire en live et entendu sa démo.  Son premier album I'd Start a Revolution (If I Could Get Up in the Morning) , contenant des morceaux produits par Mark Ronson et Don Gilmore, a été enregistré en 2003 mais n'a jamais été publié en raison de l'absorption du label par Atlantic Records en 2003. 2004.  Le label a cependant sorti son premier single "Revolution", qui était le thème de la série télévisée Birds of Prey de la WB .
Allen a contribué à l'écriture de l'album Here's to the Mourning de Unwritten Law en 2005 , y compris le single " Save Me (Wake Up Call) ", qui a été co-écrit et produit par Linda Perry et a atteint la cinquième place du classement Billboard Alternative Songs. .  Une brève relation amoureuse entre Allen et le chanteur principal de Unwritten Law, Scott Russo, a abouti à un projet parallèle appelé Scott & Aimee.  Leur album Assis dans un arbre a été publié en 2007 par Side Tracked Records.
En 2007, sa chanson "Stripper Friends" a été retravaillée et enregistrée par Kevin Michael avec Lupe Fiasco sous le titre "We All Want the Same Thing". Cette année-là, Allen a chanté la chanson "Cooties" sur la bande originale du film Hairspray de 2007 .
En 2008, Allen a soutenu le candidat à la présidentielle Ron Paul en enregistrant "Ron Paul Revolution Theme Song" et en se produisant lors d'événements au cours de la campagne de 2008. Elle a chanté des chœurs sur l'album Repentance de Lee "Scratch" Perry en  .  Également en 2008, elle a été co-animatrice de l' émission de radio Suicide Girls sur Indie 103.1 FM à Los Angeles.
Allen a sorti son premier album solo autoproduit, A Little Happiness , le 21 juillet 2009 sur Side Tracked Records avec ADA/ Warner Brothers . Il a fait ses débuts au n ° 27 du classement Billboard Heatseekers .  En soutien à A Little Happiness , Allen a ouvert pour Sugar Ray lors de leur tournée 2009.
En 2011, Allen a contribué au chant du premier album de Sublime with Rome, Yours Truly , et a figuré sur la chanson "Safe and Sound".
Aimee a été fréquemment impliquée dans le projet Tim Timebomb and Friends de Tim Armstrong , qui a vu la sortie en ligne d'une chanson par jour pendant une année entière de 2012 à 2013. Elle a figuré sur les chansons "Dance Dance Dance", "Let My Love Open The Door", "Safety Pin Stuck In My Heart", "Too Much Pressure", "Concrete Jungle", "Sidekick" et bien d'autres. Elle était également membre du groupe de tournée.
En 2012, elle a chanté le chant de fond sur l' album Rebirth de Jimmy Cliff, lauréat d'un Grammy Award .
En 2016, elle a chanté sur la chanson "The War Inside" de Noi!se.
Allen a figuré sur deux chansons de l' album Punk Rocksteady de Mad Caddies , chantant sur les reprises de "Sleep Long", à l'origine par Operation Ivy , et "She's Gone", à l'origine par NOFX .
Les Bar Tabouret Preachers ont sorti leur album Grazie Governo le 3 août 2018, Allen figurait sur le morceau "Choose My Friends".
En 2019, Aimee Interrupter figurait sur la chanson de Ratboy "Night Creature" de son album Internationally Unknown .
Le 25 janvier 2021, les Mighty Mighty Bosstones ont sorti un single intitulé "the Final Parade" qui présente une apparition d'Aimee Interrupter, ainsi que des membres de Rancid , Fishbone , Dance Hall Crashers , Los Skanarles, The Specials et d'autres.
Le 4 juin 2021, Tom Morello a annoncé un nouveau projet de collaboration avec The Bloody Beetroots appelé The Catastrophists EP . Le premier single, "Radium Girls", mettait en vedette quatre femmes : Aimee Interrupter, Nadya Tolokonnikova des Pussy Riot , Mish Way de White Lung et Delila Paz de The Last Internationale . La chanson raconte l'histoire vraie des Radium Girls , de jeunes ouvrières d'usine de l'Illinois qui ont été victimes de l'un des crimes les plus odieux de l'histoire industrielle des États-Unis.
Le 16 juillet 2021, The Dirty Heads a sorti « Rage », une chanson mettant en vedette Aimee Interrupter et produite par Travis Barker de Blink-182 . Le clip mettait en vedette le graffeur RISK .

### Les interrupteurs (2009-à aujourd'hui)
Article principal: The Interrupters (groupe)
En 2011, Allen a formé le groupe ska/punk The Interrupters avec les frères Kevin , Justin et Jesse Bivona.  Ils se sont rencontrés en 2009 lors d'une tournée avec Allen, un artiste solo à l'époque, et le groupe des frères Bivona, The Telacasters, en soutien à Dirty Heads et Sugar Ray .  Allen et Kevin ont commencé à écrire des chansons ensemble et ont amené les frères de Kevin, les jumeaux Jesse et Justin, à jouer de la batterie et de la basse, menant à la formation des Interrupters.
Le premier disque éponyme des Interrupters est sorti le 5 août 2014 sur Hellcat/Epitaph Records. L'album a fait ses débuts à la 95e place du classement iTunes US Albums.
Le deuxième disque des Interrupters, Say It Out Loud, est sorti le 24 juin 2016 sur Hellcat/Epitaph Records. Produit à nouveau par Tim Armstrong, l'album a atteint la 7e place du palmarès Billboard Heatseekers Album, la 25e place du palmarès des albums Billboard Independent, la 38e place du palmarès Billboard Top Rock Albums, la 22e place du palmarès Billboard Vinyl Albums. , et a fait ses débuts à la 56e place du classement iTunes US Albums.
Pour soutenir Say It Out Loud , le groupe a joué sur l'intégralité de la tournée Vans Warped au cours de l'été 2016, s'est lancé dans sa première tournée en tête d'affiche aux États-Unis,  et a soutenu Green Day lors de la tournée Revolution Radio en Europe, aux États-Unis. Royaume-Uni, Australie, Nouvelle-Zélande et Amérique du Sud.
Le 2 mai 2018, les Interrupters ont annoncé l'album Fight the Good Fight , produit par Tim Armstrong , sorti le 29 juin sur Hellcat/Epitaph.  Le premier single, "She's Kerosene",  a culminé au numéro 4 du palmarès des chansons alternatives de Billboard , [  il a atteint le numéro 1 du classement canadien de la musique rock ,  et a été certifié or au Canada. . Le deuxième single "Gave You Everything" a culminé au numéro 21 du palmarès des chansons alternatives de Billboard et  numéro 2 du palmarès de la musique rock canadienne . L'album a atteint le numéro 2 du Billboard Independent Albums [  et le numéro 141 du Billboard 200 .
Le 26 juillet 2018, les Interrupters ont fait leurs débuts à la télévision en direct sur Jimmy Kimmel Live! , interprétant "She's Kerosene" et "Take Back The Power".
Le groupe figurait sur la couverture de Kerrang! magazine en mai 2019 et a été nommé pour la « Meilleure percée internationale » au Kerrang ! Prix .
Le 18 juin 2021, les Interrupters ont sorti Live In Tokyo ! , un album live enregistré au Summer Sonic Festival en 2019.

## Vie personnelle
Allen est marié à un autre membre du groupe Interrupters, Kevin Bivona .
Pendant les primaires républicaines de l'élection présidentielle américaine de 2008 ainsi que pendant celles de 2012, elle soutient le libertarien Ron Paul.

## Discographie
Albums solo
- I'd Start a Revolution If I Could Get Up in the Morning (2003)
- A Little Happiness (2009)

Avec Scott & Aimee
- Sitting in a Tree (2007)

Singles
- I'm Here (2008)
- On Vacation (2009)
- No More (2011)

Albums "The interrupters"
- "The interrupters" (2014)
- "Say it out loud" (2016)
- "Fight the good fight" (2018)
- “In the wild“ (2022)

## Sources
- (en) Cet article est partiellement ou en totalité issu de l’article de Wikipédia en anglais intitulé « Aimee Allen » (voir la liste des auteurs).